# Heterozja
Heterozja (gr. hetérōsis – przekształcenie), wigor mieszańców, bujność mieszańców – zjawisko polegające na zwiększeniu wartości fenotypowej cech ilościowych pierwszego pokolenia mieszańców (F1) w odniesieniu do homozygotycznych rodziców.
Heterozja jest fenotypowym skutkiem współdziałania genów u heterozygot. Heterozja dotyczy głównie cech związanych z rozrodem oraz szybkości rozwoju osobniczego (wzrost i masa ciała), a także większej odporności na choroby i zdolności przystosowawczych do niekorzystnych czynników środowiskowych.
Zjawisko wykorzystywane jest również w hodowli roślin (np. nasiona odmian oznaczanych symbolem "F1").
W drugim pokoleniu uzyskanym z kojarzenia osobników pierwszego pokolenia efekt heterozji maleje wskutek zaniku korzystnego współdziałania genów allelicznych i nieallelicznych. Efekt heterozji jest zjawiskiem przeciwstawnym depresji inbredowej. 